# Myzostoma terminale
Myzostoma terminale is een ringworm uit de familie Myzostomatidae.
Myzostoma terminale werd in 1937 voor het eerst wetenschappelijk beschreven door Jägersten.